# Christina Chong
Christina Chong (Enfield; 18 de septiembre de 1988) es una actriz, directora y guionista británica. Ha aparecido en varios papeles notables en series de televisión comoː Monroe, Line of Duty, Halo: Nightfall, Black Mirror, Doctor Who y 24: Live Another Day y la miniserie de ABC Of Kings and Prophets, entre otros. Sus papeles cinematográficos incluyen Christmas Eve, junto a Patrick Stewart y Johnny English Reborn, o la adaptación de acción en vivo de Tom y Jerry de Hanna-Barbera. 

## Biografía

### Infancia y juventud
Christina Chong nació el 18 de septiembre de 1988 en Enfield un municipio del Gran Londres (London Borough of Enfield). Hija de padre chino y madre inglesa. Primero se crio junto con sus cinco hermanos en Broxbourne (Hertfordshire) al norte de Londres. Más tarde, tras la separación de sus padres, se mudó con su madre y sus hermanos a Longridge (Lancashire), la ciudad natal de su madre. Según sus propios recuerdos, sus hermanos y ella eran los únicos niños mestizos en la escuela local.
Comenzó a bailar a la edad de cuatro años y asistió a la Escuela de Danza Sutcliffe en Longridge. A los 14 años, fue aceptada en la Academia de Artes Teatrales Italia Conti en Londres, graduándose cinco años después. Después de graduarse, consiguió un papel en el musical Aida de Elton John que se presentó en Berlín. Sin embargo, una lesión truncó su carrera en el teatro musical, por lo que se dedicó a la actuación y se formó en el Lee Strasberg Theatre and Film Institute en la ciudad de Nueva York durante 18 meses. Después de su regreso a Londres, inicialmente tuvo dificultades para encontrar trabajo como actriz, actuando solo en algunos pequeños papeles secundarios y comerciales.

### Carrera
En 2003, consiguió su primer papel (sin acreditar) en la serie de televisión británica Night & Day. En 2008, hizo su debut cinematográfico en la película británica de terror y fantasía, dirigida por Julian Doyle Chemical Wedding, interpretando el personaje de Mei-Ling.
En 2011, hizo un gran avance en su carrera con papeles secundarios en las películas W.E. y Johnny English Reborn y apariciones en series de televisión como en el episodio del Doctor Who Un hombre bueno va a la guerra, y como miembro regular del reparto de la serie médica Monroe (2011-2012). En los siguientes tres años, apareció como invitada o habitual en varias series de televisión inglesas y estadounidenses como Black Mirror, donde interpretó el papel de Tamsin en el episodio 1x01 The Waldo Moment (2013), The Wrong Mans (2013), también participó en la serie policial británica Whitechapel (2013) interpretando el papel de Lizzie Pepper durante dos episodios de la tercera temporada, en la serie policiaca británica Line of Duty donde interpretó el papel de la Detective Nicola Rogerson durante seis episodios, en la serie Halo: Nightfall (2014) basada en la popular saga de videojuegos y 24: Live Another Day.
En 2015, tuvo un papel recurrente en la segunda temporada de la serie de SyFy Dominion, como Zoe Holloway, miembro del Cuerpo de Arcángel de Vega, quien se convierte en la líder de la rebelión de las clases bajas de la ciudad. Ese mismo año, tuvo un papel menor en Star Wars: Episodio VII - El despertar de la Fuerza, pero sus escenas fueron eliminadas del montaje final de la película. Al año siguiente, 2016, interpretó el papel de Rizpah la concubina del rey Saúl en la serie de televisión de la cadena ABC Of Kings and Prophets basado en los Libros bíblicos de Samuel. Sin embargo, debido al bajo número de espectadores, la serie fue cancelada después de emitirse únicamente dos episodios. En 2018, interpretó a Nell McBride durante seis episódios en la serie policiaca británica Bulletproof.
En 2021, tuvo un papel secundario en la película Tom & Jerry de acción en vivo/animada por computadora estadounidense basada en los célebres personajes de dibujos animados y la serie de cortometrajes animados del mismo nombre creado por William Hanna y Joseph Barbera. Ese mismo año se anunció que Chong había sido seleccionada para interpretar el papel de La'An Noonien-Singh en la próxima serie derivada de Star Trek: Discovery y una precuela de Star Trek: la serie original, Star Trek: Strange New Worlds que sigue las aventuras del capitán Christopher Pike y de la tripulación del USS Enterprise, una década antes de que el Capitán Kirk asuma el mando de la nave Cuyo estreno fue el 5 de mayo de 2022 en Estados Unidos, además se ha confirmado que habrá una segunda temporada que se estrenó el 15 de junio de 2023.
El 16 de junio de 2023 lanzó su primer sencillo titulado «Twin Flames», un adelanto de su primer EP, del mismo título, que se estrenó en agosto y consta de cuatro canciones.

## Filmografía

### Cine
| Año  | Título                                              | Papel        | Notas                                | Ref.   |
| ---- | --------------------------------------------------- | ------------ | ------------------------------------ | ------ |
| 2008 | Chemical Wedding                                    | Mei-Ling     |                                      |        |
| 2008 | Niebla Roja (Freakdog)                              | Yoshimi      |                                      | [ 16 ] |
| 2010 | Legacy                                              | Jane         |                                      |        |
| 2011 | W.E.                                                | Tenten       |                                      |        |
| 2011 | Johnny English Reborn                               | Bárbara      |                                      |        |
| 2015 | Christmas Eve                                       | Karen        |                                      |        |
| 2015 | Star Wars: Episodio VII - El despertar de la Fuerza |              | Escenas eliminadas                   | [ 17 ] |
| 2017 | Charing X                                           | Sarah        | Cortometraje; productora y guionista | [ 18 ] |
| 2020 | Transference: A Love Story                          | Natasha Wong |                                      | [ 19 ] |
| 2020 | Bobby Jaws                                          | Bella        | Cortometraje; directora              | [ 20 ] |
| 2021 | Tom & Jerry                                         | Lola         |                                      | [ 11 ] |

### Televisión
| Año           | Título                        | Papel               | Notas                                           | Ref.   |
| ------------- | ----------------------------- | ------------------- | ----------------------------------------------- | ------ |
| 2003          | Night & Day                   | Cadete 232          | 2 episodios, sin acreditar                      |        |
| 2011          | Doctor Who                    | Lorna Bucket        | Episodio 6x07ː «Un hombre bueno va a la guerra» | [ 4 ]  |
| 2011–2012     | Monroe                        | Sarah Witney        | Papel recurrenteː 12 episodios                  |        |
| 2012          | Whitechapel                   | Lizzie Pepper       | Episodio 3x01 y 3x02 «Lizzie Pepper»            |        |
| 2012          | Caso reservado                | DC Amber Williams   | Episodioː «The Other Half Lives: Part 1 y 2»    |        |
| 2013          | Black Mirror                  | Tamsin              | Episodio 2x01 «The Waldo Moment»                |        |
| 2013          | The Wrong Mans                | May Wu              | 3 episodios                                     |        |
| 2014          | Vive otro día                 | Mariana             | 5 episodios                                     |        |
| 2014, 2021    | Line of Duty                  | D.S Nicola Rogerson | Temporada 2 (4 episodios) y 6 (2 episodios)     |        |
| 2014          | Halo: Nightfall               | Macer               | 5 episodios                                     |        |
| 2014          | 24: Live Another Day          | Mariana             | Miniserieː 5 episodios                          |        |
| 2015          | Dominion                      | Zoe                 | 7 episodios                                     |        |
| 2016          | Of Kings and Prophets         | Rizpah              | Papel recurrenteː 9 episodios                   |        |
| 2017          | Ill Behaviour                 | Kira                | Miniserieː 3 episodios                          |        |
| 2018          | Bulletproof                   | Nell McBride        | 6 episodios                                     |        |
| 2019-2020     | Heirs of the Night            | Calvina             | 21 episodios                                    |        |
| 2021          | Grace                         | Sophie Bryce        | Episodioː «Looking Good Dead»                   |        |
| 2022-presente | Star Trek: Strange New Worlds | La'An Noonien-Singh | Papel principal; 24 episodios                   | [ 12 ] |